# Lophoterges cantralasiae
Lophoterges cantralasiae là một loài bướm đêm trong họ Noctuidae.